# التجمع من أجل مالي
التجمع من أجل مالي (بالفرنسية: Rassemblement pour le Mali) هو حزب سياسي مالي أنشأه إبراهيم أبوبكر كيتا (الرئيس السابق لمالي) في يونيو 2001. في عام 2013، انتخب كيتا رئيسًا لمالي بعد عدة محاولات فاشلة، وحصل الحزب على المركز الأول في الانتخابات البرلمانية، وحصل على 66 مقعدًا، وإن لم يكن كافياً للأغلبية.
في أكتوبر / تشرين الأول 2000، استقال كيتا، رئيس الوزراء السابق لمالي، من حزب الرئيس الحالي ألفا عمر كوناري، التحالف للديمقراطية في مالي - الحزب الأفريقي للتضامن والعدالة، الذي ترأسه منذ عام 1994. مع النشطاء والمديرين التنفيذيين، أنشأ كيتا الحركة البديلة 2002 في فبراير 2001 لدعم محاولته للرئاسة. تبع ذلك التجمع من أجل مالي في يونيو.
في الجولة الأولى من الانتخابات الرئاسية، التي عقدت في أبريل 2002، فاز كيتا بنسبة 21.04٪ من الأصوات، واحتل المركز الثالث، بعد المرشح الرسمي للتحالف الديمقراطي، سميلة سيسيه، والفائز، الرئيس المالي المقبل، أحمد توماني توري.
إلى جانب المؤتمر الوطني للمبادرة الديمقراطية والحركة الوطنية للنهضة، كان التجمع من أجل مالي جزءًا من ائتلاف أمل 2002 لانتخابات 2002 التشريعية. بعد تلك الانتخابات، أصبح التجمع من أجل مالي ثاني أكبر حزب سياسي في مالي، بعدد 45 نائبا.
حصل التجمع على ما يقرب من 13 ٪ من الأصوات في الانتخابات البلدية في 30 مايو 2004.
في يناير 2007، تم تعيين كيتا مرة أخرى كمرشح الحزب لانتخابات أبريل 2007 الرئاسية. في الانتخابات، احتل المركز الثاني خلف توري، وحصل على 19.15٪ من الأصوات.
وفاز الحزب، وهو جزء من جبهة الديمقراطية والجمهورية المعارضة، بـ 11 مقعدًا من أصل 147 مقعدًا في الانتخابات البرلمانية في يوليو 2007.
فاز التجمع من أجل مالي أخيرًا بالانتخابات الرئاسية والبرلمانية في عام 2013، عندما عادت مالي إلى الديمقراطية بعد الانقلاب العسكري.
التجمع من أجل مالي عضو كامل العضوية في الاشتراكية الدولية.

## التاريخ الانتخابي

### انتخابات رئاسية
| انتخابات | مرشح الحزب          | الأصوات     | %           | الأصوات      | %            |
| انتخابات | مرشح الحزب          | الدور الأول | الدور الأول | الدور الثاني | الدور الثاني |
| -------- | ------------------- | ----------- | ----------- | ------------ | ------------ |
| 2007     | إبراهيم أبوبكر كيتا | 433,897     | 19.15%      | -            | -            |
| 2013     | إبراهيم أبوبكر كيتا | 1,222,657   | 39.23%      | 2,354,693    | 77.61%       |
| 2018     | إبراهيم أبوبكر كيتا | 1,331,132   | 41.70%      | 1,798,632    | 67.17%       |

### انتخابات الجمعية الوطنية
| انتخابات | زعيم الحزب          | الأصوات | %     | المقاعد  |
| -------- | ------------------- | ------- | ----- | -------- |
| 2002     | إبراهيم أبوبكر كيتا |         |       | 46 / 160 |
| 2007     | إبراهيم أبوبكر كيتا |         |       | 11 / 160 |
| 2013     | إبراهيم أبوبكر كيتا | 708,716 | 29.4% | 66 / 147 |
| 2020     | إبراهيم أبوبكر كيتا |         |       | 51 / 147 |